# Allocosa tagax
Allocosa tagax är en spindelart som först beskrevs av Tamerlan Thorell 1897. Allocosa tagax ingår i släktet Allocosa och familjen vargspindlar.
Artens utbredningsområde är Myanmar. Inga underarter finns listade i Catalogue of Life.